# Droits de scolarité au Québec
Les droits de scolarité au Québec (ou frais de scolarité) sont le montant des sommes exigées par une institution d'enseignement québécoise pour pouvoir être inscrit à un programme d'études.

## Historique
La question de la démocratisation de l'enseignement supérieur au Québec figure en bonne place parmi les débats de société depuis le milieu du XXe siècle au Québec. Avec la création de l'Université de Sherbrooke en 1954, le Québec compte 6 universités, trois de langue française et autant de langue anglaise. Cette situation provoque un profond déséquilibre dans l'accessibilité aux études supérieures par la majorité francophone : on estime qu'au cours de l'année scolaire 1953-1954, seulement 7 500 édudiants fréquentent à temps plein les institutions universitaires francophones, dont 15 % de femmes. Ce nombre atteint 22 000 en 1960, mais masque des écarts importants, puisque le taux de fréquentation universitaire chez les 20-24 ans atteint 2,9 % pour les francophones et 11 % pour les anglophones.
La situation financière des universités québécoises est compliquée par le refus du gouvernement de Maurice Duplessis d'accepter l'application au Québec d'un programme de subventions aux universités instauré en 1952 par le gouvernement du Canada, en cohérence avec sa politique d'autonomie provinciale, puisque le secteur de l'éducation est une compétence constitutionnelle des provinces en vertu de l'article 93 de l'Acte de l'Amérique du Nord britannique. Par ailleurs, durant cette période, une part significative du financement des universités est fournie par les droits de scolarité et la philanthropie, avec des distorsions importantes entre les institutions, comme le notait le rapport de la commission Massey (1951), qui soulignait que l'Université McGill avait reçu plus de 90 % du financement accordés par la Canergie Corporation et la Fondation Rockefeller aux universités québécoises entre 1911 et 1949. 
Le sous-financement des universités est constaté dans le rapport de la commission Tremblay en 1956, qui recommande la formation d'un Fonds pour l'enseignement supérieur qui serait alimenté par l'impôt des sociétés ainsi qu'un Conseil des universités, qui redistribuerait sans intervention politicienne les subventions à l'enseignement supérieur. Le gouvernement refuse de donner suite aux recommandations. La première grève étudiante de l'histoire du Québec se déroule au cours de l'hiver 1958 et revendique l'abolition des droits de scolarité afin d'améliorer l'accessibilité aux études supérieures.
Il faudra attendre la mort de Maurice Duplessis et son bref remplacement par Paul Sauvé pour voir un début de réforme dans le secteur de l'Éducation. Le nouveau premier ministre annonce en outre une augmentation du budget consacré à l'éducation, signe une entente avec le gouvernement fédéral sur le financement de l'éducation postsecondaire et la fin des enveloppes discrétionnaires. Mais c'est l'élection du gouvernement libéral de Jean Lesage l'année suivante qui enclenche une série de réformes profondes du système d'enseignement québécois, du primaire à l'université.

### Révolution tranquille
Lesage confie à Paul Gérin-Lajoie, un jeune avocat spécialisé dans les questions scolaires, le portefeuille de la Jeunesse, auquel le premier ministre associe la responsabilité du Département de l'Instruction publique. Dès l'année suivante, Gérin-Lajoie et son équipe de fonctionnaires, dirigée par le sous-ministre Arthur Tremblay, lancent une «grande charte de l'éducation», qui jettent les bases d'une réforme sectorielle.
Le rapport Parent marque la naissance du système d'éducation québécois moderne. Ce rapport vise notamment la gratuité des études universitaires. Le gel des frais de scolarité fut adopté comme une mesure temporaire permettant à l'état québécois d'effectuer les autres réformes majeures du système d'éducation qui étaient à l'ordre du jour,.
Le 3 janvier 1966, l’ONU adopte le Pacte international relatif aux droits économiques, sociaux et culturels,. Le Canada adhère au pacte le 19 mai 1976. L’article 13 stipule : « L’enseignement supérieur doit être rendu accessible à tous en pleine égalité, en fonction des capacités de chacun, par tous les moyens appropriées et notamment par l’instauration progressive de la gratuité. » (Paragraphe 2 C) Ainsi que : « Il faut poursuivre activement le développement d’un réseau scolaire à tous les échelons, établir un système adéquat de bourses et améliorer de façon continue les conditions matérielles du personnel enseignant. » (Paragraphe 2 E).

### Années 2000-2010
Au milieu des années 2000, le gouvernement Charest entame une restructuration du financement de l'enseignement supérieur. Ainsi, lors de la présentation du budget 2004, le gouvernement annonce une réforme du régime d'aide financière aux études qui consiste en une augmentation de la limite d'endettement ainsi qu'en une conversion de 103 millions de $CAN de bourses en prêts. À la suite de divers moyens de pressions, dont notamment la grève étudiante québécoise de 2005, le gouvernement fait marche arrière.
À partir de 2007, les droits de scolarité universitaires sont augmentés de 100 $CAN par année. Lors du dépôt de son budget en mars 2010, le ministre des finances Raymond Bachand annonce que les frais de scolarité universitaires seront à nouveau augmentés en 2012 d'un montant qui sera déterminé à l'automne suivant. L'année suivante, le budget Bachand prévoit une augmentation des frais de scolarité universitaires de 325 $ par année sur cinq ans à partir de 2012. L'annonce entraîne diverses réactions, notamment des contestations de la part de la Table des partenaires universitaires,, et des fédérations étudiantes collégiales et universitaires. Ces dernières débouchent sur la grève étudiante de l'hiver 2012.

## Au niveau universitaire

Graphique illustrant la croissance droits de scolarité universitaire annuels au Québec depuis 1968 (en CAD). Le gouvernement Union nationale est en bleu (avant 1970), les libéraux est en rouge, les péquistes en bleu cyan, la projection des libéraux en blanc.

Les étudiants universitaires au Québec doivent payer des droits de scolarité, uniformes dans toutes les universités, et des frais institutionnels obligatoires variant selon les universités et les programmes.
Au niveau du coûts des études, il n'existe pas de distinction public/privé entre les universités du Québec.
Au Québec, les frais de scolarité comptent pour 11 % du revenu des universités et servent aussi à payer une partie de l'aide financière aux études[réf. nécessaire].

### Droits de scolarité
Les droits de scolarité universitaires au Québec sont plafonnés par le gouvernement du Québec. Ainsi, toute université est libre de fixer les droits de scolarité qu'elle souhaite, mais toute somme perçue au-delà du plafond sera déduite des subventions de l'université, rendant ainsi inutile une hausse au-delà du plafond. Dans les faits, à quelques exceptions près, les droits de scolarité, par crédit universitaire, sont identiques dans tous les programmes et toutes les universités québécoises.
Le plafond des droits de scolarité est fixé par crédit universitaire. Un programme compte en moyenne 15 crédits par session universitaire, mais plusieurs programmes en comptent plus, augmentant ainsi les droits de scolarité exigibles. De plus, les étudiants peuvent prendre davantage de crédits que 15 par session. Ainsi, les programmes qui demandent aux étudiants de faire plus de 30 crédits par année, comme les étudiants en médecine, exigent un montant de frais de scolarité plus élevé à payer.
Les droits de scolarité varient aussi selon la catégorie d'étudiant. Il existe trois catégories :
- les étudiants québécois
- les étudiants canadiens ne résidant pas au Québec
- les étudiants étrangers[21]

| Catégorie d'étudiants | Programmes | Droits de scolarité par crédit | Droits annuels (programme de 30 crédits/année) |
| --------------------- | --- | ------------------------------ | ---------------------------------------------- |
| Étudiants québécois   | Tous | 72,26 $                        | 2 168 $                                        |
| Étudiants canadiens   | Tous | 195,27 $                       | 5 858 $                                        |
| Étudiants étrangers   | Sciences humaines et sociales, géographie, éducation, éducation physique et lettres                                                               | 485,39 $                       | 14 562 $                                       |
| Étudiants étrangers   | Tous les programmes de 2e et 3e cycle (ex. : maîtrise et doctorat)                                                                                | 485,39 $                       | 14 562 $                                       |
| Étudiants étrangers   | Sciences de la santé, architecture et design de l'environnement, agriculture, foresterie et géodésie, beaux arts, cinéma et photographie, musique | 541,98 $                       | 16 259 $                                       |
| Étudiants étrangers   | Sciences pures, mathématiques, génie, informatique, administration et droit                                                                       | 639,97 $                       | 19 199 $                                       |

### Frais institutionnels obligatoires
En plus de droits de scolarité, les étudiants universitaires au Québec doivent payer des frais institutionnels obligatoires. Ainsi depuis 1988, les universités peuvent exiger, en plus des frais de scolarité, des frais institutionnels obligatoires. Ces frais sont de toutes natures, comme des frais pour les services aux étudiants, des frais pour les finissants, des frais pour les services de développement de carrière, etc. Avant 2008, ces frais n'étaient sujets à aucun contrôle et variaient grandement selon les universités. Toutefois, depuis 2008, l'augmentation annuelle des frais institutionnels obligatoires est limitée (15 $, 25 $ ou 50 $ selon les universités de manière à réduire l'écart entre les universités). Ces frais varient de plus de 100 $ entre les différentes universités. 

### Portion accordée à l'aide financière
En 2012, les droits de scolarité paient 12 % de l'aide financière aux études contre 28 % pour le gouvernement provincial et 60 % pour le gouvernement fédéral. La hausse des droits de scolarité prévue de 2012 à 2016, désormais annulée, aurait fait passer le pourcentage de l'aide financière aux études assumé par les étudiants à 28 %, alors que le gouvernement provincial aurait payé 15 % des coûts.

### Comparaisons avec les autres systèmes universitaires

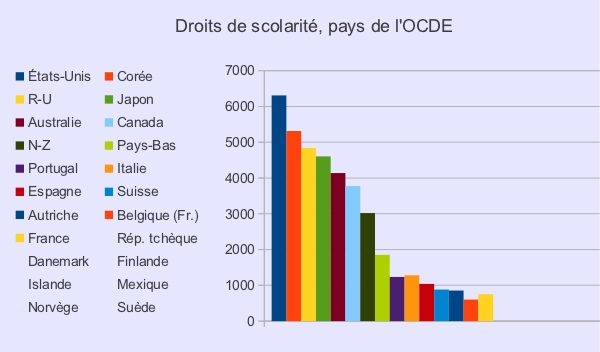
Année universitaire 2008-2009. Les pays sans code de couleur ont atteint la gratuité : les valeurs sont 0. Le Québec se situe juste au-dessus des Pays-Bas et de la moyenne de l'OCDE. Les droits en France varient entre 190 et 1309. Données en USD ajustées selon la parité de pouvoir d'achat (PPA). Source des données : Regards sur l'éducation 2011 : Les indicateurs de l'OCDE.

Les droits de scolarité au Québec sont généralement plus élevés que dans plusieurs pays du monde[réf. nécessaire]. Dans plusieurs pays, l'éducation supérieure est gratuite et certains donnent des allocations aux étudiants pour améliorer leur autonomie financière. Les pays qui ont des frais de scolarité ont généralement des frais de moins de 500 $ par an[réf. nécessaire].
Cependant, les frais de scolarité québécois sont beaucoup plus faibles que dans le reste du Canada et qu'aux États-Unis.
Selon l’Institut de recherche en économie contemporaine (IREC) l'abolition des droits de scolarité au Québec coûterait entre 176 et 405 millions de dollars.

## Au niveau collégial
Les étudiants québécois qui suivent un programme menant à un diplôme d'études collégiales (DEC) n'ont pas à payer de droits de scolarité s'ils sont inscrits à temps plein dans un établissement public.
Les étudiants à temps partiel, les étudiants du reste du Canada, les étudiants étrangers ou les étudiants dans un collège privé doivent payer des droits de scolarité.
Toutefois, tous les étudiants doivent payer des frais diverses qui varient selon les établissements collégiaux.

## Aux niveaux primaire et secondaire
Les études primaires et secondaires au Québec sont gratuites pour les résidents du Québec.  Les élèves du reste du Canada et les élèves internationaux doivent par contre défrayer des droits de scolarité. Il existe un grand nombre d'établissements privés subventionnés qui exigent des droits de scolarité.
Dans tous les cas, certains frais sont aussi exigibles (matériel scolaire, activités, etc.)